# William James Pirrie
William James Pirrie, 1er vicomte Pirrie, né le 31 mai 1847 à Québec au Canada et mort le 6 juin 1924 dans l'Océan Atlantique, est un homme d'affaires irlandais d'origine canadienne. Il arrive en Irlande à l'âge de deux ans. En 1862, à l'âge de 15 ans, il entre comme apprenti dessinateur au sein des chantiers navals Harland & Wolff de Belfast. Les années passant, il devient l'associé d'Edward Harland et Gustav Wolff. Il devient directeur des chantiers à la mort du premier, en 1895. Pirrie occupe également une position importante au sein de la direction de la White Star Line au début du XXe siècle et décide, avec Joseph Bruce Ismay, de la construction des paquebots de classe Olympic, dont est issu le Titanic.
Outre ses affaires, Pirrie s'implique également dans la politique, devenant le baron de Pirrie en 1906 et le vicomte de Pirrie en 1921 (deux titres qu'il est le seul à avoir porté). Il occupe par ailleurs la charge de Lord Maire de la ville de Belfast de 1896 à 1898. Sa famille est également influente : il a pour neveux John Miller Andrews, l'un des premiers Premiers ministres d'Irlande, et Thomas Andrews, architecte naval de renom et frère de ce dernier.
Pirrie meurt en 1924 lors d'un voyage en Amérique du Sud, des suites d'une pneumonie. Sa dépouille est rapatriée à bord de l’Olympic.

## Biographie

### Jeunesse et éducation
William James Pirrie nait le 31 mai 1847 à Québec (Canada). Il est le seul fils de James Alexander Pirrie et de son épouse Eliza. Il a une sœur, Eliza, qui épousera Thomas Andrews Sr. et sera mère du célèbre designer du Titanic Thomas Andrews Jr., du Premier ministre d'Irlande du Nord John Miller Andrews, et de James Andrews. Sa famille déménage cependant en Irlande durant son enfance. Il est éduqué à la Belfast Royal Academical Institute.
À quinze ans, il fait ses débuts comme apprenti au sein des chantiers navals Harland & Wolff de Belfast.

### Prise de contrôle d'Harland & Wolff et début de carrière politique
Au sein d'Harland & Wolff, Pirrie connait une progression fulgurante. D'abord simple dessinateur, il gravit tous les échelons pour parvenir à des postes de responsabilité. Devenu l'associé d'Edward James Harland et de Gustav Wilhelm Wolff en 1874, il entame des rapprochements avec la White Star Line de Thomas Henry Ismay et obtient l'exclusivité pour la construction des navires de la compagnie. À la mort de Harland, en 1895, Pirrie prend sa place en tant que directeur des chantiers. En 1906, avec le départ de Wolff à la retraite, Pirrie devient le seul maître de l'entreprise.
L'importance de l'industrie navale à Belfast permet également à Pirrie (comme à Harland et à Wolff avant lui), de prendre une place importance dans la politique de la ville. Il en devient le Lord Maire en 1896 et 1897. Il entre également au Conseil privé d'Irlande en 1897, est High Sherrif du comté d'Antrim l'année suivante, et High Sherrif du comté de Down en 1899.

### L'apogée des chantiers et leTitanic
Au début des années 1900, Pirrie s'implique de plus en plus au sein de la White Star Line de Joseph Bruce Ismay et joue un grand rôle dans la formation de l’International Mercantile Marine Company (IMM). Ceci permet par ailleurs aux chantiers de construire les navires de toutes les compagnies de l'IMM Co., ce dont ils tirent de grands bénéfices. Par ailleurs, de 1906 à 1908, Pirrie fait moderniser ses chantiers en y construisant des portiques de construction de navires nettement plus volumineux que les précédents.
Ces transformations servent un dessein particulier de la direction de la White Star Line. En 1907, Pirrie et Ismay ont en effet décidé de la construction de trois paquebots géants, par la suite considérés comme la classe Olympic. Ces paquebots, destinés à être mis en service entre 1911 et 1914 doivent être les plus grands, les plus sûrs et les plus luxueux au monde, la compagnie renonçant à concourir sur le terrain de la vitesse.
Une catastrophe trouble cependant ces projets : le deuxième de ces navires, le Titanic, sombre en avril 1912 à la suite d'une collision avec un iceberg. Malade au moment du drame, Pirrie n'est, dans un premier temps, pas tenu au courant de la nouvelle. Ce n'est que deux jours après le naufrage que ses proches se voient poussés à la lui annoncer.

### Fin de vie
Déjà fait baron de Pirrie en 1906, il est fait vicomte en 1921 : ces titres, créés spécialement à son intention, disparaissent à sa mort. Cette même année, Pirrie a l'honneur d'inaugurer le Parlement d'Irlande du Nord, en juillet.
En juin 1924, alors qu'il est en voyage d'affaires au large des côtes d'Amérique du Sud, il est frappé d'une pneumonie, et en meurt le 6 juin. Sa dépouille est rapatriée au Royaume-Uni à bord de l’Olympic dans les temps qui suivent.